# (1855) Korolev
(1855) Korolev est un astéroïde de la ceinture principale.

## Description
(1855) Korolev est un astéroïde de la ceinture principale. Il fut découvert le 8 octobre 1969 à Nauchnyj par Lioudmila Tchernykh. Il présente une orbite caractérisée par un demi-grand axe de 2,25 UA, une excentricité de 0,08 et une inclinaison de 3,1° par rapport à l'écliptique.

## Nom
Il est nommé en hommage à Sergueï Korolev, le "père de l'astronautique" russe.

## Compléments